# Фусцидеевые
Фусцидеевые (лат. Fuscideaceae) — семейство лишайников порядка Умбиликариевые.

## Описание
Таллом накипной, от серого до коричневого. Конидии цилиндрические или эллипсоидные. Водоросли протококковые.

## Химический состав
Лишайники содержат протоцетраровую, фумарпротоцетраровую, гирофоровую, диварикатовую, нордиварикатовую, алекториаловую и жирные кислоты.

## Места произрастания
Кислые горные породы, а также кора деревьев и древесина.

## Классификация
Согласно базе данных Catalogue of Life на март 2022 года семейство объединяет следующие роды:
- Albemarlea Lendemer et R.C. Harris, 2016
- Fuscidea V. Wirth et Vězda, 1972 — Фусцидея
- Hueidea Kantvilas et P.M. McCarthy, 2003
- Lettauia D. Hawksw. et R. Sant., 1990 — Леттатуйя
- Maronea A. Massal., 1856
- Maronora Kalb et Aptroot, 2018
- Orphniospora Körb., 1874 — Орфниоспора